# Tangun (vzor)
Tangun (korejsky 단군 – Tankun, v anglickém přepisu Dan-Gun) je tul, který se učí nositelé technického stupně 8. kup v bojovém umění taekwondo. Tul vytvořili v letech 1962–1964 podplukovník U Čonglim a seržant Kim Bokman.

## Význam názvu
Tul je pojmenován po Tangunovi, mytickému zakladateli prvního korejského království Kočoson. Mělo být založeno v roce 2 333 př. n. l. Za dynastie Korjo byl tento rok užíván jako rok 1 korejského letopočtu.
Podle korejského mýtu sestoupil otec Tanguna z nebe na horu Pektusan, která se nachází na hranici mezi Severní Koreou a Čínou, na jejímž vrcholu se rozkládá jezero Čchondži. Jeho matkou byla medvědice přeměněná v člověka. Na ostrově Kanghwa se na vrcholu hory Manisan nachází kamenná svatyně, o níž se věří, že v ní Tangun v době své vlády vykonával náboženské obřady.

## Pohyby vzoru
Výchozí postoj: narahni čunbi sogi
1. ↩ niundža so sonkchal tebi makki
2. ↑ konnun so nopchunde ap čirugi
3. ↷ niundža so sonkchal tebi makki
4. ↑ konnun so nopchunde ap čirugi
5. ↲ konnun so pakat pchalmok nadžunde makki
6. ↑ konnun so nopchunde ap čirugi
7. ↑ konnun so nopchunde ap čirugi
8. ↑ konnun so nopchunde ap čirugi
9. ↬ niundža so sang pchalmok makki
10. ↑ konnun so nopchunde ap čirugi
11. ↷ niundža so sang pchalmok makki
12. ↑ konnun so nopchunde ap čirugi
13. ↲ konnun so pakat pchalmok nadžunde makki
14. konnun so čchukchjo makki, kesok tongdžak
15. ↑ konnun so čchukchjo makki
16. ↑ konnun so čchukchjo makki
17. ↑ konnun so čchukchjo makki
18. ↬ niundža so sonkchal jop terigi
19. ↑ konnun so nopchunde ap čirugi
20. ↷ niundža so sonkchal jop terigi
21. ↑ konnun so nopchunde ap čirugi

Závěrečný postoj: ↲ narahni čunbi sogi